# 郭泉清
郭泉清（1908年—1984年），男，山西定襄人，中国妇产科学家，曾任上海第二医科大学教授、博士生导师。